# Châtelus (Allier)
Châtelus è un comune francese di 138 abitanti situato nel dipartimento dell'Allier nella regione dell'Alvernia-Rodano-Alpi.

## Società

### Evoluzione demografica
Abitanti censiti